# Carabus impressus
Carabus impressus es una especie de insecto adéfago del género Carabus, familia Carabidae. Fue descrita científicamente por Klug en 1832.
Habita en Irak, Israel, Jordán, Líbano, Siria y Turquía.